# Diplocephalus sphagnicola
Diplocephalus sphagnicola är en spindelart som beskrevs av Kirill Yeskov 1988. Diplocephalus sphagnicola ingår i släktet Diplocephalus och familjen täckvävarspindlar. Inga underarter finns listade i Catalogue of Life.